# 瀬戸英一
瀬戸 英一（せと えいいち、1892年7月21日 - 1934年4月11日）は、日本の劇作家。 

## 人物
大阪市曾根崎新地生まれ。父は文士の瀬戸半眠。英一は大倉商業学校、日本中学高等学部などに学んだが、生来、文学を好み、早くから新聞雑誌記者生活に入り、岡鬼太郎に師事し、閻太郎の筆名で劇評を書いた。
明治45年（1912年）11月、明治座の伊井蓉峰のもとに狂言作者として入り、「経国美談」の脚色を機に、新派劇の作者となり、のち松竹文芸部専属となり新派劇の脚本を数多く創作した。
その中でも「人来鳥」「夜の鳥」「わくら葉」「怪談小車双紙」「花の夜がたり」「二筋道」などが代表作とされる。凋落の新派の人気を一時盛り返させた。
また、独特の言語感覚を持ち、遊興の場なのでさまざま独自の新語を発明して、流行させたという（平山蘆江著『東京おぼえ帳』（ウェッジ文庫）収録の「今昔言葉の泉」参照）。

## 著書
- 二筋道 春陽堂 1933 (日本小説文庫)
- 瀬戸英一情話選集 岡倉書房 1936
- 瀬戸英一脚本選集 岡倉書房 1936